# 呼吸器

ヒトの呼吸器の概略図

呼吸器（こきゅうき、英語: respiratory organ, respiratory tract）は、動物における外呼吸に関与する器官（臓器）のこと。それに該当する臓器群をまとめて呼吸器系（こきゅうきけい、英語: respiratory system）と呼ぶ。

## 概説
酸素呼吸をする生物は、呼吸のために酸素を取り入れ、二酸化炭素を排出する。光合成をする生物では、それによる酸素・二酸化炭素とのやりとりがあるが、それ以外の生物、および、光合成生物でも、光合成のできない時間には、体外から酸素を取り入れ、体外へと二酸化炭素を排出する必要がある。これを外呼吸という。体内では細胞と血液の間でガス交換が行われ、これは内呼吸と呼ばれるが、一般的に「呼吸」とは外呼吸を指し、内呼吸は「代謝」と言い換える事が多い。
外呼吸は、一般には体表から行われるが、多細胞動物では、特定の部分で、これを集中的に行う。この部分を呼吸器という。呼吸器は、体表の面積を拡張する形になっている。水中では体表が体外に伸び出し、多数の枝分かれを生じる例が多く、それらは鰓と呼ばれる。陸上では、体内に細い管で空気を導く気管や、体内に高所を作る形の肺がある。肺においても、その内部に多数の凹凸を作って、やはり表面積を広げる適応が見られる。また、循環器を持つものでは、この部分にそれは集中することが多い。四肢動物では、血管系において、肺循環が独立している。

## ヒトの呼吸器

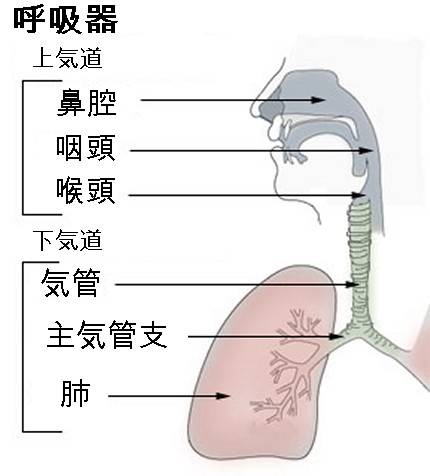

ヒトの呼吸器は、鼻腔や喉頭などの部分を上気道、気管から下の部分を下気道と呼ぶ。上気道は感染症を引き起こしやすい場所でもある。
呼吸では、1本の気管を時間差を置いて使い、呼息と吸息を交互に行って空気が往復する流れをつくる。気道を通過する間に空気は異物が取り払われ、適当な温度に温められ、湿度が与えられる。肺はガス交換を行う器官であるが、筋肉を持たず自ら膨らむ事は出来ない。呼吸運動を積極的に行うのは、肺を収納する胸郭である。

### 鼻腔
鼻腔及び周辺器官は顔面のほぼ中心にある。突き出した外鼻は鼻腔の前壁に相当し、そこから内部までほぼ2cmの間には吸気を濾過する機能を持つ鼻毛が生えている。外鼻孔からその奥にある鼻腔は鼻中隔で左右に分けられている。鼻腔の内部は鼻粘膜に覆われ、呼気を温め、湿気を与え、ほこりなどを除去する機能を持つ。
鼻腔と繋がった頭蓋骨の空隙は複数あり、これらは副鼻腔と言う。この部分も粘膜に覆われているが繋がる経路が狭く、炎症などを起こすと膿の排出が不充分になる事があり、蓄膿症の原因となる。

### 咽頭・喉頭
鼻腔の奥で繋がる咽頭は、口腔から食物を食道に運ぶ消化器の役割を兼ねる。この摂食と呼吸の両運動はそれぞれの器官が秩序的に働き混乱が起こらないようになっている。これは嚥下反射と呼ばれる。咽頭に続き、喉頭蓋から始まる漏斗状管が喉頭である。喉頭は軟骨構造で囲まれ、靭帯や小さな筋肉で繋がっている。嚥下時にこれら軟骨組織が上方に動き、喉頭蓋が閉まって食物が呼吸器官に入り込まないようになっている。
喉頭内軟骨の被裂軟骨と甲状軟骨に挟まれた場所に声帯がある。これは声帯靭帯と声帯筋が粘膜に包まれ、喉頭側壁に作る一対のひだである。声帯はV字型であり、間に声帯裂という空隙を持つ。被裂軟骨には複雑な筋があり、この収縮で軟骨を傾けて声帯を押し、声帯裂の開き具合を微妙に調整しながら声を出す。

### 気管・気管支
喉頭の下部を覆う輪状軟骨から下に、第6頚骨の位置で接続し垂直に下がる管が気管である。長さ11~13cm、直径約2cmで、管路は馬蹄形の気管軟骨が約20個連続し、軟骨がない後面には平滑筋と粘膜による膜性壁からつくられる。
胸腔の第5胸椎部分、心臓背面付近で気管は二股に別れ左右2本の気管支となる。この2本は形状がやや異なり、右気管支は太く短い上、傾斜角が小さい。それに対し左気管支は長く細い形状で、傾斜角が大きい。この差があるため、誤って気管に入り込んだ異物は右気管支側に行きやすい。肺の中に入った気管支は、右は3本、左は2本に枝分かれし、さらに2~4本の区域気管支へと分かれる。最終的に20~23回もの枝分かれを行い、気管支樹という小さな管になる。

### 肺
ヒトは2つの肺を持ち、それぞれは円錐を縦に割ったような形状で、断面を向かい合わせながら間に心臓を覆う縦隔を挟み、胸腔の容量約80%を占める。成人では呼気に紛れた塵粒子が沈着するため淡灰黒色に見える。上端は鎖骨の上2~3cmに及び、下端は横隔膜に接する。心臓がある位置にはくぼみがあり、心臓がやや左に傾いているため左肺は重さ約500g・容量は約1000mlと、右肺の約600g・約1200mlよりも小さい。肺にある裂によって肺葉単位に分ける場合も、右肺は上・中・下葉の3分割となるのに対し、左肺は上・下葉の2つとなる。計5本に枝分かれする気管支は、それぞれこの肺葉に対応する。
気管は肺の中で区域気管支まで枝分かれするが、これらは重なっておらず、肺の中に展開する血管も同様に個別の領域に限定される。これを肺区域と言い、肺がんなどで切除をする場合にはこの区域単位で行われる。区域内で気管支はさらに別れ、軟骨構造がなくなって最終的に終末細気管支となる。この部分に肺胞が付着しており、内部を走る毛細血管とガス交換を行う。これは血液空気関門という。
2つの肺はそれぞれ2重の胸膜で覆われている。肺側は臓側胸膜、胸壁側は壁側胸膜と言い、どちらも漿膜である。両胸膜の間は漿液による胸膜内液が満ちている。

### 胸郭
胸郭は、側面の胸壁と底面の横隔膜で構成され、前面の胸骨と背面の脊柱に連結した肋骨で全体が囲まれている。呼吸には、肋骨の間ある外肋間筋も関与する。これが収縮すると肋骨全体が持ち上がり、胸膜の内容積が高まる。逆に弛緩すると肋骨が畳まれて胸骨と脊柱間が狭まり、胸膜の空間が絞られる。横隔膜の動きも呼吸を作り出し、弛緩した状態では胸郭側に膨らみを持つが、収縮すると平に近くなり、胸郭下部を広げる。呼吸では、これら外肋間筋と横隔膜の収縮・弛緩によって起こされ、前者を胸式呼吸、後者を腹式呼吸（横隔膜呼吸）と言うが、通常の呼吸ではこの2つの運動が共同して行われている。
胸膜の内部（胸腔）は常時陰圧された状態にある。胸郭の呼吸運動によって胸腔は、呼息時には-2~-4cmH2O、吸息時には-6~-7cmH2O、の内圧状態（胸腔内圧）を持つ。これに対して、外気と通じている肺胞や気管の内部は外気圧と等しい。そのため、肺は胸郭を取り巻く筋力によって、組織が本来持つ弾性（収縮性）に逆らい常に引き伸ばされた状態に置かれている。

## 陸上の脊椎動物の呼吸器

### 哺乳類
哺乳類では、外気から肺に取込まれた吸気に含まれる酸素は、肺胞で主に肺循環血液中の血色素と結合する。反対に肺循環血液中に多く含まれる二酸化炭素が肺胞内に移動し呼気とともに対外に排出される。大気圧が1気圧の場合、ヒトでは肺胞酸素分圧は約100mmHgで、この値は正常なヒトでは運動時にもそれほど変らないといわれる。哺乳類では肺や気管支を収容している胸腔と胃や肝臓など腹部の臓器を収容している腹腔は横隔膜によって両者が完全に分離されている。吸気時にはこの横隔膜と外肋間筋が収縮して胸腔の体積を拡大し、呼気時にはこれらの筋肉（呼吸主働筋）が弛緩することによって、胸腔の体積が減少する。このようなピストン運動によって肺のガス交換が効率よく行われている。

### 鳥類
鳥類では、呼吸器は大きく後気嚢、肺管、前気嚢に分かれており、肺は哺乳類の場合と異なって管状になっている。吸気の際、外気は後気嚢へ、呼気の際は後気嚢内の空気は肺管に流れ、肺を通過した後に前気嚢にため込まれていた空気は排出される。哺乳類と同じく吸気と呼気を交互に繰り返すが、前後の気嚢が一時的格納庫となって肺には常に新鮮な空気が供給される。また肺の血流は空気の流れとは逆に前気嚢側から後気嚢側に流れているため、徐々に酸素濃度の低い空気から高い空気へとガス交換を行うために、哺乳類の肺に比べて効率の高いガス交換が可能になっている。

## 陸上の節足動物の呼吸器
陸上の節足動物のほとんどは、気門および気管を使ってガス交換を行う。気門は系統発生的には外骨格が体内に陥没してできたもので、体内の奥深くまで毛細気道となって拡がっており、体内の組織は気道を通して供給される空気と直接ガス交換を行う。また気門・気道は非常に細く空気の対流はほとんど起きないが、気道内の酸素や二酸化炭素は濃度勾配による拡散で外気と同じ濃度に保たれている。

## 水棲生物の呼吸器
水中に溶けている酸素が鰓で血色素に取込まれ、鰓から二酸化炭素を排出する。鰓は様々な動物群に見られるが、それらは相同ではなく、同一の群でも異なった部位に鰓を発達させる例が珍しくない。小型の動物は一般に皮膚呼吸が行われ、それでは足りない場合に、どこかの皮膚が拡張、表面積を増大させて鰓になる、という風に見られる。

## 皮膚呼吸
ミミズは呼吸に特化した器官を持たず、皮膚に毛細血管が集まっていてここでガス交換を行う。脊椎動物では魚類、両生類、爬虫類の一部が体表でのガス交換を行っている。
無脊椎動物のほとんどは皮膚で呼吸が可能である。特に体が小さい場合、体内の動物質の量に比して表面積の比が大きくなる（2乗3乗の法則）ため、特に呼吸器を必要としない。